# Пихтєєв Василь Юрійович
Васи́ль Ю́рійович Пихтє́єв (8 грудня 1983 — 3 червня 2015) — старший сержант Збройних сил України.

## Життєпис
Народився 8 грудня 1983 року в селі Григорівка Комінтернівського (з 2016 року — Лиманського) району Одеської області. Мешкав у місті Іллічівськ (з 2016 року — Чорноморськ) Одеської області. У 2002 році закінчив загальноосвітню школу № 2 міста Іллічівська.
З листопада 2003 року по квітень 2005 року проходив строкову військову службу в лавах внутрішніх військ Міністерства внутрішніх справ України. Служив у 47-му полку спеціального призначення «Тигр» Кримського територіального командування внутрішніх військ Міністерства внутрішніх справ України (військова частина 4125, село Краснокам‘янка Феодосійської міської ради Автономної Республіки Крим).
31 липня 2014 року мобілізований до лав Збройних Сил України. Призваний за мобілізацією в липні 2014 року. Командир відділення розвідувального взводу 2-го механізованого батальйону, 28-ма окрема механізована бригада.
3 червня 2015-го загинув у бою поблизу села Новомихайлівка Мар'їнського району — близько 4-ї години ранку російсько-терористичні збройні формування спробували штурмувати Мар'їнку, атака розпочалася з масованого обстрілу позицій ЗСУ із застосуванням САУ, артилерії та РСЗВ. Після артпідготовки на штурм пішли 2 тактичні групи піхоти за підтримки танків. ЗСУ залучили артилерію, наступ відбито, терористи зазнали втрат і відступили. У бою загинули 3 військових 28-ї бригади — старший солдат Олександр Галущинський, молодший сержант Василь Писаренко та старший сержант Василь Пихтєєв; 26 бійців зазнали поранень.
Залишилися дружина та 6-річна донька.
Похований у Чорноморську 7 червня 2015 року.

## Нагороди та вшанування
- Указом Президента України 37/2016 від 4 лютого 2016 року — орденом «За мужність» III ступеня (посмертно)[1].